# 巨骨兽属
巨骨兽属（学名：Mukupirna）为巨骨兽科的一个属。

## 下属物种
本属包括以下物种：
- Mukupirna nambensis Beck, Louys, Brewer, Archer, Black & Tedford, 2020[2]